# یواس‌اس اس‌سی-۶۳۶
یواس‌اس اس‌سی-۶۳۶ (به انگلیسی: USS SC-636) یک زیردریایی بود که طول آن ۱۱۰ فوت ۱۰ اینچ (۳۴ متر) بود. این زیردریایی در سال ۱۹۴۲ ساخته شد.